# Le Spectre de la Rose

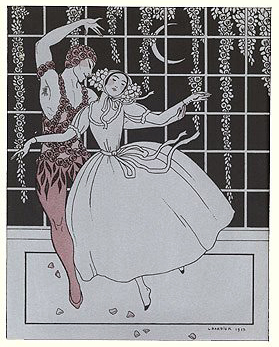
Nijinsky und Karsavina in Le Spectre de la Rose, Bild von George Barbier

Le Spectre de la Rose (deutsch Der Geist der Rose) ist ein von Michail Fokine für die Ballets Russes choreografiertes Ballett in einem Akt nach der Musik von Carl Maria von Weber und dem Libretto von Jean-Louis Vaudoyer.

## Handlung

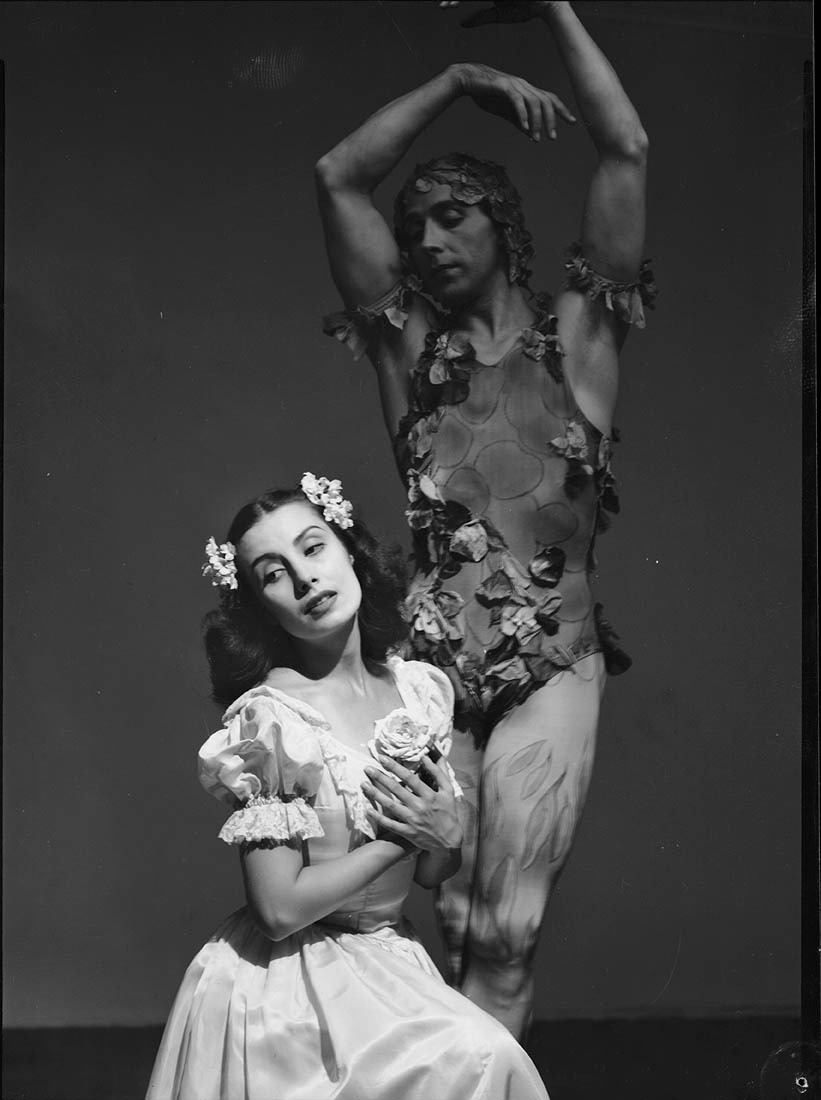
Tamara Tumanowa in Le Spectre de la Rose

Eine Debütantin kehrt mit einer Rose vom Ball nach Hause zurück und schläft müde in einem Sessel ein. Die Rose fällt zu Boden. Im Traum erscheint dem Mädchen der Geist der Rose. Er springt durch das Fenster in ihr Gemach und die beiden tanzen zusammen. Nachdem der Geist wieder entflohen ist, wacht das Mädchen auf.

## Geschichte
Michail Fokines Choreografie basiert auf einem choreografischen Poem von Théophile Gautier. Als Musik wählte Fokine Carl Maria von Webers Aufforderung zum Tanz op. 65 (J 260), Bühnenbild und Kostüme entwarf Léon Bakst. Die Premiere des Stückes fand am 19. April 1911 im Theater von Monte Carlo statt. Bei der Premiere tanzten Tamara Karsawina und Vaslav Nijinsky die Hauptrollen. Die Grazie und Eleganz von Nijinskys Sprung durch das Fenster wird vielfach von den Kritik hervorgehoben und gilt als von keinem anderen Interpreten der Rolle erreicht.